# Khijifalate
Khijifalate – gaun wikas samiti we wschodniej części Nepalu w strefie Sagarmatha w dystrykcie Okhaldhunga. Według nepalskiego spisu powszechnego z 2001 roku liczył on 657 gospodarstw domowych i 3623 mieszkańców (1829 kobiet i 1794 mężczyzn).